# الزراعة في بوروندي

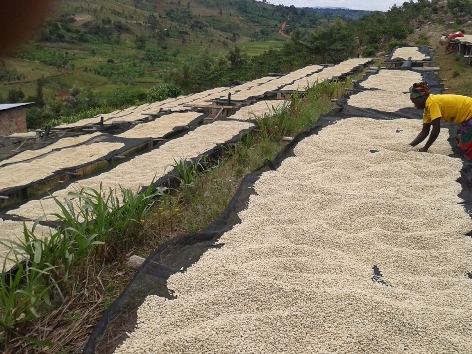
منظر لطاولات التجفيف

يعتمد حوالي 90% من سكان بوروندي على الزراعة لكسب لقمة العيش وتتكون معظم الزراعة من زراعة الكفاف، حيث يصدر حوالي 15% فقط من إجمالي الإنتاج. ويقدر أن 1,351,000 هكتار (3,340,000 أكر)، أو حوالي 52.6٪ من إجمالي مساحة الأرض، صالحة للزراعة. ويبلغ متوسط مساحة قطعة الأرض 0.8 هكتار. شكلت الزراعة 51٪ من الناتج المحلي الإجمالي في عام 2004.
وتشكل صادرات البن والشاي غالبية الدخل الأجنبي، حيث شكّل البُن وحده 39٪ من صادرات السلع في عام 2004. وشكّلت الصادرات الزراعية 48٪ في عام 2004.
المحاصيل الرئيسية للاستهلاك المحلي هي المنيهوت والفاصولياء والموز والبطاطا الحلوة والذرة والذرة البيضاء. وشمل الإنتاج في عام 2004: 1600000 طن من الموز، 710 الف طن من المنيهوت، 834 الف طن من البطاطا الحلوة، 220 ألف طن من الفصوليا، 74 الف طن من الذرة البيضاء، 123 الف طن من الذرة، 8800 طن من الفول السوداني ؛ و9900 طن من البطاطا.

## الإنتاج
أنتجت بوروندي عام 2018:
- 2.3 مليون طن من البفرة.
- 1.6 مليون طن من الموز.
- 583 ألف طن من البطاطا الحلوة.
- 556 ألف طن من الخضار.
- 393 ألف طن من الفاصولياء.
- 302 ألف طن بطاطا.
- 290 ألف طن من الذرة.
- 178 ألف طن من قصب السكر.
- 85 ألف طن من زيت النخيل.
- 56 ألف طن من القلقاس.
- 55 ألف طن من الأرز.
- 53 ألف طن من الشاي.
- 28 ألف طن من السورغم.[3]
- 14 ألف طن من القهوة.[3]

## الصادرات
محصول التصدير الرئيسي هو البُن، وخاصة البن العربي. تنظم الحكومة تصنيف محصول البن وتسعيره وتسويقه، حيثُ تتطلب جميع عقود تصدير البُن موافقتها. في عام 2004 بلغ إنتاج البن 20100 طن .وكانت من محاصيل التصدير الأخرى هي القطن والشاي. بلغ إنتاج بذور القطن 3000 طن، وبلغ إنتاج ألياف القطن (بعد الحلج) حوالي 1300 طن في عام 2004. كما أنه في ذلك العام بلغ إنتاج الشاي 6600 طن، وبلغت صادراته 753 طناً وتمثل 3٪ من إجمالي الصادرات.
وتشجع الحكومة إنتاج القطن والشاي من أجل تنويع الصادرات. يتم الحصول على زيت النخيل من الأشجار في المزارع على طول شاطئ بحيرة تنجانيقا. كما يدر التبغ والقمح المزروعان في المرتفعات بعض الدخل النقدي.

## الأرض
يعاني جزء كبير من الأراضي من فقدان الخصوبة نتيجةً لتآكل التربة الناجم عن الممارسات الزراعية السيئة، وعدم انتظام هطول الأمطار، ونقص الأسمدة، وقصر فترات الإراحة.